# Десмериці
45°12′ пн. ш. 15°13′ сх. д. / 45.20° пн. ш. 15.21° сх. д.
Десмериці (хорв. Desmerice) — населений пункт у Хорватії, у Карловацькій жупанії у складі міста Огулин.

## Населення
Населення за даними перепису 2011 року становило 262 осіб.
Динаміка чисельності населення поселення: